# KDE Plasma Workspaces
Die KDE Plasma Workspaces sind ein Satz von Desktop-Umgebungen von KDE. Sie sind die Nachfolger des K Desktop Environments und stellen ein eigenständiges Produkt innerhalb der Programmsammlung KDE Software Compilation 4 dar. Der Nachfolger dieser retrospektiv auch kurz „KDE Plasma 4“ genannten Desktop-Umgebungen ist seit Juli 2014 KDE Plasma 5, bei dem nicht mehr verschiedene „Workspaces“ (PC, Netbook, Tablet etc.) individuell bestehen, sondern eine einheitliche grafische Oberfläche existiert, die sich automatisch auf unterschiedliche Geräte einstellt.

## Geschichte
In K Desktop Environment 1 wurde der Desktop-Hintergrund, ähnlich wie unter Windows, vom Dateimanager dargestellt. Ab Version 2 wurden die Funktionen auf separate Programme ausgelagert: Während Dateiverwaltungsfunktionen seitdem von Konqueror bereitgestellt werden, wurden Desktop und Taskleiste von KDesktop und Kicker verwaltet.
Insbesondere ab 2005 erlangten Widget-Engines zunehmende Verbreitung, die Miniprogramme auf der Desktop-Oberfläche darstellen. So verfügte auch das KDE-Projekt mit SuperKaramba über eine Widget-Engine. Gleichzeitig erlaubte Kicker es, Miniprogramme in die Taskleiste zu integrieren, die aber technisch inkompatibel zu den Widgets von SuperKaramba waren. Während der Entwicklung von KDE 4.0 entschieden sich einige KDE-Entwickler unter Führung des Kicker-Chefentwicklers Aaron J. Seigo dazu, die Desktop-Komponenten KDesktop, Kicker und SuperKaramba wieder in einer Anwendung zu vereinigen.
Die letzte Version 4.11 der KDE Plasma Workspaces wurde Mitte August 2015 veröffentlicht.

## Oberflächen
Im Gegensatz zu den vorherigen Generationen erlaubt das flexible Design des technischen Fundaments, insbesondere Plasma, die Anpassung an unterschiedlichste Geräte-Typen und -Formfaktoren. Das KDE-Projekt nennt die daraus resultierenden unterschiedlichen Oberflächen Workspaces.

### Desktop

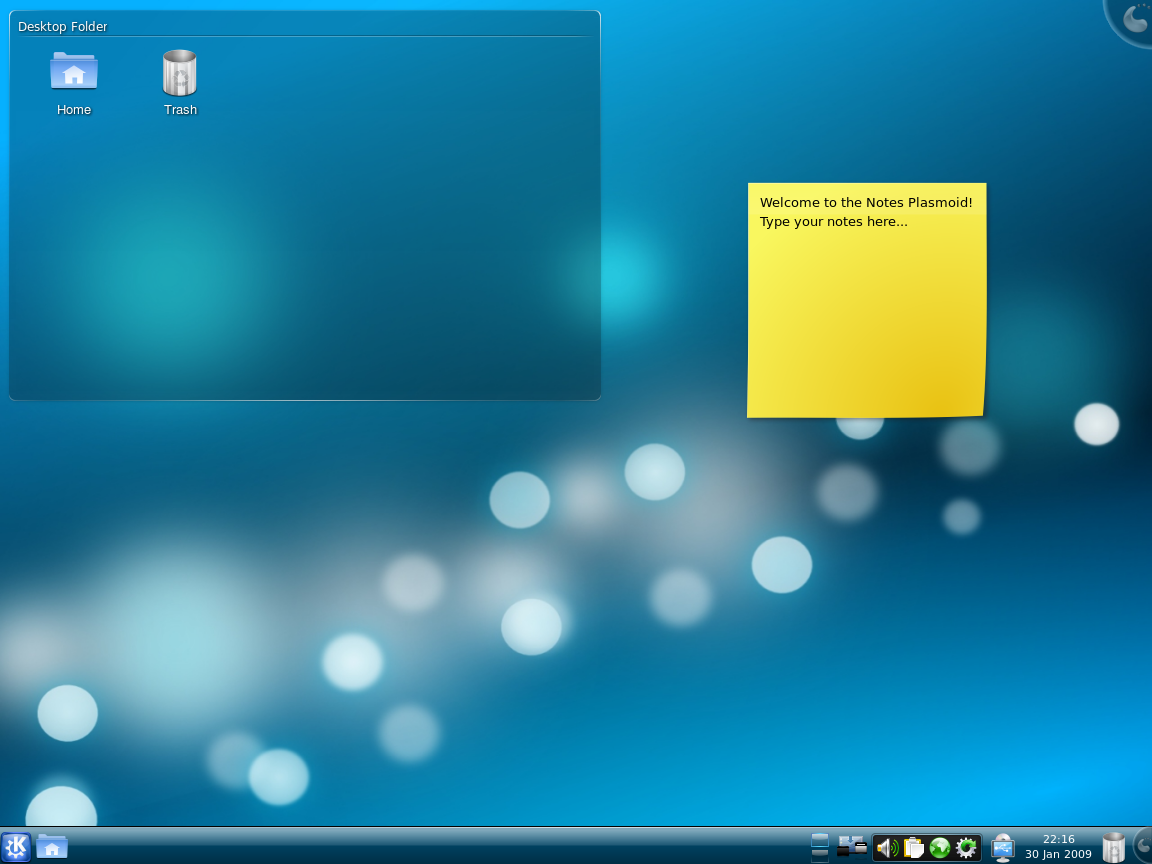
KDEs Plasma Desktop

Plasma Desktop ist die Oberfläche, die als erstes fertiggestellt und als Technikvorschau mit KDE 4.0 mitgeliefert wurde. Sie richtet sich an Desktop-PCs und Notebooks, die in erster Linie mit einer Maus oder ähnlichen Zeigegeräten bedient werden. Das Standard-Layout der Bedienelemente lehnt sich grob an die früheren K Desktop Environments und Windows an: Eine Taskleiste mit Uhr und Benachrichtigungsfeld am unteren Bildschirmrand, Icons können per „Ordner-Ansicht“-Element auf dem Bildschirmhintergrund abgelegt werden.
Abgesehen von der Standard-Anordnung können die Bedienelemente aber fast völlig frei platziert werden.

### Netbook

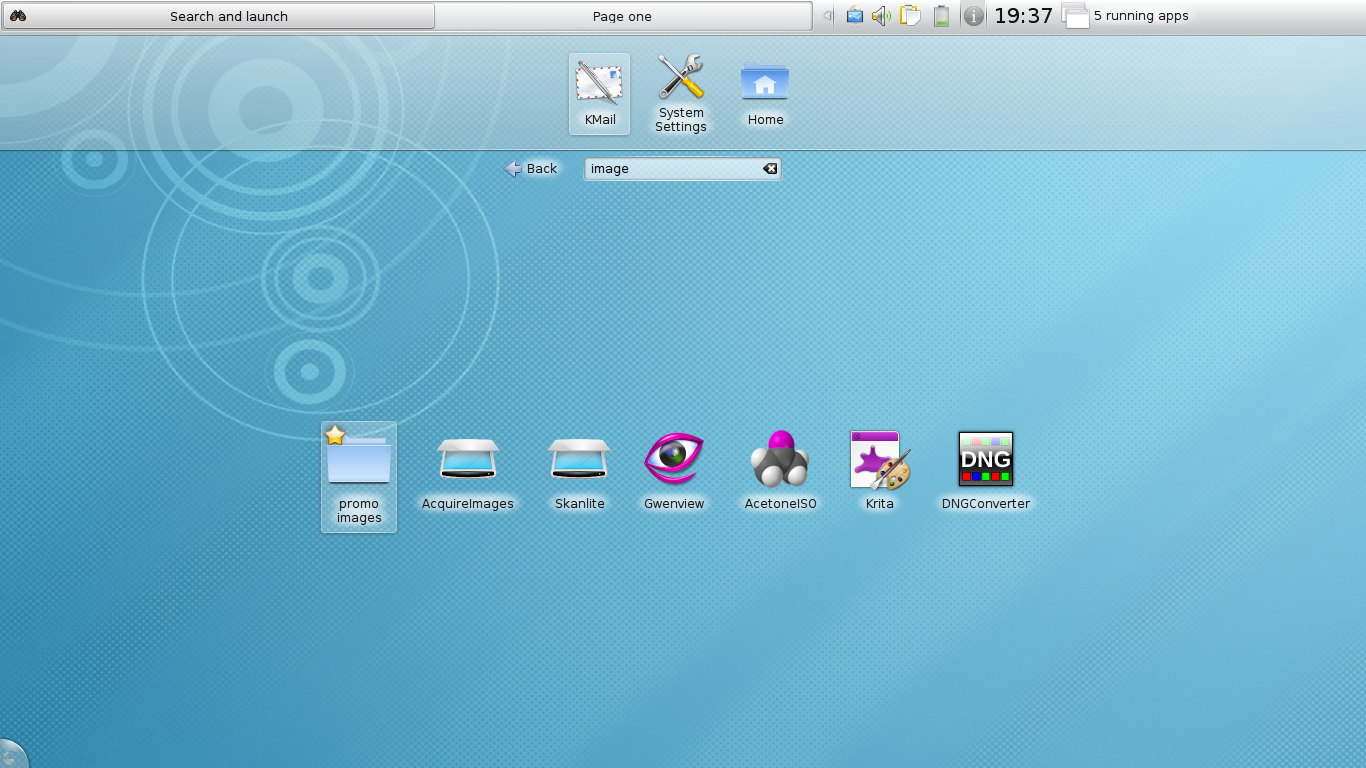
Plasma Netbook mit „Suchen und ausführen“-Ansicht

Plasma Netbook ist die zweite Oberfläche, die fertiggestellt wurde und sich an Netbooks richtet. Sie wird offiziell seit der im Februar 2010 erschienenen Version 4.4 ausgeliefert, wenn auch Kubuntu bereits im Oktober 2009 eine unfertige Technikvorschau auf Basis von SC 4.3 veröffentlichte.
Die Netbook-Oberfläche besteht im Wesentlichen aus zwei Ansichten:
- Einer „Zeitung“ genannten Ansicht, in der Plasma-Widgets in Anlehnung an Zeitungs-Layouts in Spalten angeordnet werden.
- Die „Suchen und ausführen“-Ansicht, die dazu genutzt wird Anwendungen und Dateien zu finden und zu öffnen.

Da Netbooks recht kleine Bildschirme haben, werden Anwendungen stets im Vollbild ausgeführt. Außerdem werden die Fensterrahmen samt Bedienelementen standardmäßig ausgeblendet, um Bildschirmplatz zu sparen.

### Active
Plasma Active, eine Oberfläche für Tablet-PCs und Tabletcomputer, wurde am 9. Oktober 2011 veröffentlicht. Mit Plasma Active Two folge eine Veröffentlichung, die auch auf der ARM-Plattform verfügbar war und Verbesserungen der Benutzbarkeit mit brachte u. a. ein System, dass anhand der Benutzereingaben lernt und Vorschläge macht. Mit Version 3 wurde das System beschleunigt und von Okular, Calligra und Kontact abgeleitete mobile Fassungen ausgeliefert.

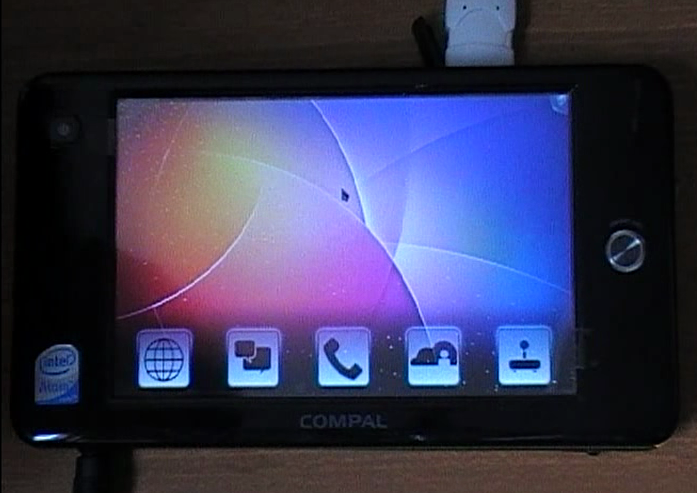
Allererste Technikvorschau von Plasma Mobile auf der „Tokamak 4“.
- Technikvorschau von Plasma Mobile als Video.
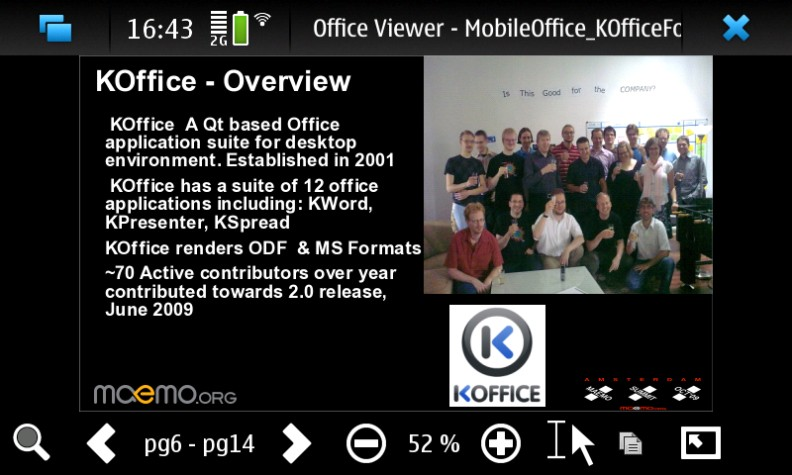
KOffice-Dokumentenbetrachter unter Maemo 5.
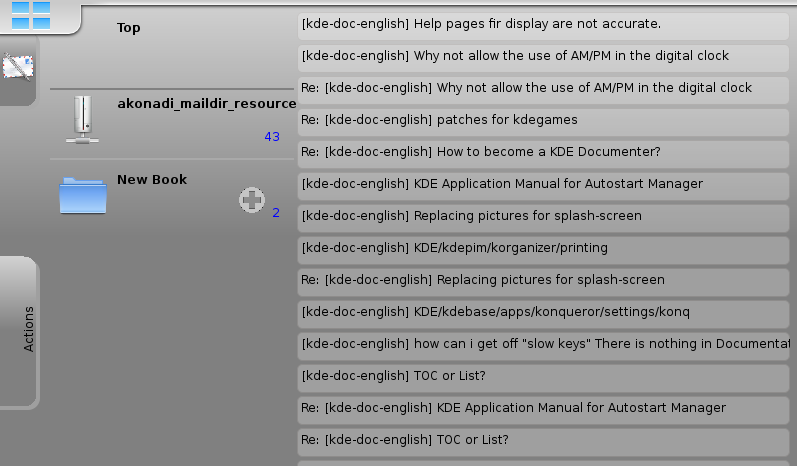
Frühe Entwicklungsversion von KMail Mobile.

## Komponenten
Kernkomponente der Plasma Workspaces ist das Plasma genannte Oberflächen-Framework, das jedoch für sich genommen keine Desktop-Umgebung ist. Weitere Kernkomponenten sind der Composition- und Fenstermanager KWin sowie der KDE Display Manager (KDM). Darüber hinaus sind einige weitere Komponenten wie z. B. Daemons darin enthalten.

## Technische Grundlagen
Plasma wurde mit dem Ziel entworfen, nicht eine weitere Implementation einer Desktop-Oberfläche darzustellen, sondern ein allgemeines Framework zur Erstellung von Benutzerschnittstellen. Die tatsächliche Desktopoberfläche stellt aus diesem Blickwinkel lediglich eine Beispielimplementation dar. Tatsächlich wird Plasma auch in nicht mit dem Desktop zusammenhängenden Programmen verwendet, insb. für die Kontextansicht des KDE-Medienspielers Amarok (ab Version 2.0).
Die Oberfläche in Plasma besteht aus Widgets (engl. für Miniprogramm), die in sich geschlossene Anwendungsfälle grafisch repräsentieren. (Synonym wird der Begriff Applet, vereinzelt auch Plasmoid, verwendet.) Auf einem Desktop ist zum Beispiel eine Uhr ein Widget, das zur Anzeige der aktuellen Uhrzeit dient.
Die Anordnung der Widgets auf der Oberfläche wird durch spezielle übergeordnete Widgets, sogenannte Containments (engl. für Behältnis) bestimmt, die den Widgets bestimmte geometrische Vorgaben (Formfaktor) aufzwingen können. Während Widgets zum Beispiel auf dem Desktophintergrund frei schweben und eine (fast) beliebige Größe haben können, sind sie in der Taskleiste in der Höhe stark beschränkt. Fast alle Widgets in Plasma passen ihre Form entsprechend dem äußeren Formfaktor an: Während zum Beispiel das Startmenü-Widget auf dem Desktop immer das komplette Startmenü zeigt, wird es in der Taskleiste zu einem Knopf, der das Startmenü beim Anklicken einblendet.
Ein zentraler Punkt bei Plasma ist die Trennung von Daten und Darstellung: Während sich im Idealfall ein Widget nur um die Darstellung von Daten kümmert, wird die Beschaffung und Aufbereitung von Daten von einer Data-Engine (engl. für Datenmaschine) übernommen. Eine ähnliche Struktur ermöglicht die aktive Interaktion von Widgets mit webbasierten Diensten.

## Kritik
Obwohl die Arbeit an Plasma im Juni 2005 begann, war die Software zur Veröffentlichung von KDE 4.0 im Januar 2008 noch nicht so ausgereift wie erhofft. Über den ganzen Jahresverlauf bemängelten viele Benutzer häufige Abstürze von Plasma, Geschwindigkeitseinbußen insbesondere in Verbindung mit Nvidia-Grafikkarten, sowie das Fehlen vieler von KDesktop und Kicker aus KDE-3-Zeiten bekannter Funktionen.
Eine besonders intensive Kontroverse entbrannte über Dateisymbole auf dem Desktop: Die traditionelle Aufgabe des Desktops ist die Darstellung der Dateien, die in einem speziellen Desktop-Ordner auf der Festplatte gespeichert sind, durch frei platzierbare Desktop-Symbole. Diese Funktionalität stand in KDE 4.0 nur sehr beschränkt zur Verfügung. Für KDE 4.1 wurde die Übergangslösung komplett entfernt und durch Ordner-Ansicht ersetzt, die allerdings erst mit KDE 4.2 vollständig implementiert wurde.
Mit der Version 4.2 galt die Desktop-Oberfläche als ausgereift. Testberichte waren ab diesem Zeitpunkt größtenteils positiv. Während 4.0 in keiner bekannteren Linux-Distribution außer Fedora K Desktop Environment 3.5 ersetzte, wurde 4.2 als reif genug empfunden, um selbst in den Stabilisierungszweig der eher konservativen Distribution Debian aufgenommen zu werden. Die Abspaltung und Fortführung der K Desktop Environment 3.5 namens Trinity Desktop Environment ermöglicht es Nutzern beim alten System zu verbleiben.